# Dmitri Sevchenko
Dmitri Sevchenko (Taganrog, óblast de Rostov, Rusia, 13 de mayo de 1968) fue un atleta ruso, especializado en la prueba de lanzamiento de disco en la que llegó a ser subcampeón mundial en 1993.

## Carrera deportiva
En el Mundial de Stuttgart 1993 ganó la medalla de plata en el lanzamiento de disco, con una marca de 66.90 metros, quedando en el podio tras el alemán Lars Riedel y por delante de otro alemán Jürgen Schult (bronce).
Al año siguiente, en el Campeonato Europeo de Atletismo de 1994 ganó la medalla de plata en la misma prueba, con un lanzamiento de 64.56 metros, siendo superado por el bielorruso Vladimir Dubrovshchik y por delante del alemán Jürgen Schult (bronce con 64.18 metros)